# 옷크리티예 아레나
옷크리티예 아레나(러시아어: Открытие Арена)는 러시아 모스크바에 있는 종합경기장이다. 2010년 10월에 착공하여, 2014년 9월 5일에 공식적으로 개장하였다. FC 스파르타크 모스크바가 소유·사용 중이다. 경기장의 이름인 옷크리티예(러시아어: откры́тие)는 '열리는 것' 또는 '발견'을 뜻하며, 이는 후원사인 옷크리티예 은행(러시아어: Банк Открытие)의 이름을 따서 명명된 것이다.
경기장의 개장에 맞추어 모스크바 지하철 7호선 타간스코 크라스노프레스넨스카야 선의 스파르타크 역(러시아어: Станция «Спартак»)이 2014년 8월 27일 개장하여 경기장과 연결되어 있다. 2017년 FIFA 컨페더레이션스컵, 2018년 FIFA 월드컵 경기가 열린 곳이며 해당 대회에서는 스파르타크 스타디움(러시아어: Стадион Спартак)이라는 이름을 사용했다.

## 2018년 FIFA 월드컵일정
| 날짜            | 시간 (UTC+3) | 팀 #1      | 결과             | 팀 #2      | 대회   | 관중   |
| --------------- | ------------ | ---------- | ---------------- | ---------- | ------ | ------ |
| 2018년 6월 16일 | 16:00        | 아르헨티나 | 1 - 1            | 아이슬란드 | D조    | 44,190 |
| 2018년 6월 19일 | 18:00        | 폴란드     | 1 - 2            | 세네갈     | H조    | 44,190 |
| 2018년 6월 23일 | 15:00        | 벨기에     | 5 - 2            | 튀니지     | G조    | 44,190 |
| 2018년 6월 27일 | 21:00        | 세르비아   | 0 - 2            | 브라질     | E조    |        |
| 2018년 7월 3일  | 17:00        | 콜롬비아   | 1 - 1 (3 - 4 PK) | 잉글랜드   | 16강전 | 44,190 |